# Seznam slovenskih kontrabasistov
Seznam slovenskih kontrabasistov.

## A
Aleš Avbelj -

## B
Paolo Badiini -
Boštjan Benčič -
Petar Brčarević -
Thomas Breznik -
Marko Brifah -

## C
Darjan Cvetrežnik -

## Č
Urban Čefarin

## D
Sašo Debelec - 
Nino de Gleria -
Miha Dovžan -

## F
Borut Finžgar -
Miha Firšt -

## G
Marjan Godec -
Jan Gregorka -
Tomaž Grom -
Žiga Golob -

## H
Iztok Hrastnik -
Andrej "Dre" Hočevar -
Miško Hočevar - Matej Hotko

## I
Jakob Ivan -

## J
Franc Jagodic -
Robert Jukič -

## K
Borut Kantušer -
Davorin Kastelec -
Boris Kofol -
Marko Korošec -
Darko Kovačič -
Borut Kraigher -
Klemen Krajc -
Janez Krevel -
Filip Križanič -

## L
Jošt Lampret -
Uroš Lečnik -
Gašper Livk -
Vladimir Lončin -
Jernej Lubej -

## M
Đorđe Malkoč -
Zoran Markovič -
Nikola Matošič -
Tomo Mächtig -
Krešimir Mikulčić -
Mateja Murn Zorko -

## O
Pavel Oman -
Evgen Oparenovič -
Zdene Otrin -
Jože Ovčar -

## R
Ladislav Rebrek -
Goran Rukavina -

## Š
Boris Šmon -
David Šuligoj -

## V
Boris Vede -
Slavko (Budislav) Vidrih -
Miro Vigele -

## Z
Tomaž Zorko -
Blaž Zupan -